# Фальконер, Хью
Хью Фальконер (англ. Hugh Falconer, 29 февраля 1808 — 31 января 1865) — шотландский ботаник, профессор ботаники, геолог, палеонтолог, палеоантрополог, доктор медицинских наук.

## Биография
Хью Фальконер родился в Шотландии 29 февраля 1808 года. 
В 1826 году Фальконер окончил Университет Абердина, где он изучал естествознание. Позже он изучал медицину в Эдинбургском университете. В 1829 году Фальконер получил степень доктора медицинских наук.  
В 1830 году Хью Фальконер стал помощником хирурга в Британской Ост-Индской компании в Бенгалии. В Бенгалии он исследовал окаменевшие кости. Его описание окаменелостей, опубликованное вскоре после этого, дало ему место среди признанных учёных Индии. В 1837 году награждён медалью Волластона Геологического общества Лондона.
Пересмотрел свои изначально креационистские взгляды под влиянием книги Чарльза Дарвина «Происхождение видов», присланной ему автором. Хью Фальконер впервые выдвинул теорию прерывистого равновесия, которая утверждает, что эволюция существ, размножающихся половым путём, происходит скачками, перемежающимися с длительными периодами, в которых не происходит существенных изменений. Возможно также, что он был первым, кто нашёл ископаемых обезьян. 
Фальконер выступал в качестве управляющего ботанического сада в Калькутте в Индии. Он был профессором ботаники в медицинском колледже в Калькутте. Фальконер был членом Лондонского королевского общества.
Хью Фальконер умер 31 января 1865 года.

## Научная деятельность
Хью Фальконер специализировался на окаменелостях, на мохообразных и на семенных растениях. 

## Научные работы
- Hugh Falconer and Proby T. Cautley, Fauna Antiqua Sivalensis, being the Fossil Zoology of the Sewalik Hills, in the North of India, Part I, Proboscidea, London (1846), with a series of 107 plates by G. H. Ford appearing between 1846 and 1849.
- Palæontological memoirs and notes of the late Hugh Falconer, edited, with a biographical sketch, by Charles Murchison, M.D., 2 vols., London, R. Hardwicke (1868). OCLC: 2847098.
- Falconer's works were documented in the Royal Society's Catalogue of Scientific Papers, vol. ii (1968).